# Handballverband Rheinland
Der Handballverband Rheinland (HVR) ist ein Landesverband innerhalb des Deutschen Handballbundes (DHB). Bis zur Auflösung des Südwestdeutschen Handball-Verbandes 2011 war er diesem organisatorisch unterstellt. Ihm zugeordnet sind die Bezirke Rhein/Westerwald, Mosel/Eifel und Nahe/Hunsrück.

## Geschichte
Der Handballverband Rheinland wurde am 2. Juli 1949 in Koblenz gegründet und umfasste die in sechs Handballbezirke aufgeteilten Regierungsbezirke Koblenz, Montabaur und Trier. Von 1952 bis 2002 gehörte der Handballverband Rheinland dem Westdeutschen Handball-Verband an, um hiernach als sechster Verband in den Südwestdeutschen Handballverband integriert zu werden und in diesem, bis zu dessen Auflösung im Jahre 2011, zu verbleiben.

## Ligastruktur
Die höchste Spielklasse für Männer- und Frauenmannschaften, an welcher sich der Handballverband Rheinland organisatorisch und spielerisch, als einer der vier tragenden Verbände, beteiligt, ist die Oberliga Rheinland-Pfalz/Saar (RPS), aus welcher der jeweilige Meister in die 3. Liga aufstiegsberechtigt ist. Hierunter auf Verbandsebene sind in absteigender Reihenfolge die Rheinlandliga und die Verbandsliga für Männer sowie die Rheinlandliga für Frauen angeschlossen. Auf der nach gegliederten Bezirksebene findet, je nach Bedarf, ein Spielbetrieb auf Landes-, Bezirks- und Kreisliganiveau für alle am Spielbetrieb teilnehmenden Mannschaften statt.
Die Spielklassen der männlichen und weiblichen Jugendmannschaften gliedern sich nahezu identisch zu denen der Erwachsenenmannschaften entsprechend den einzelnen Altersklassen, die im Jugendspielbereich Anwendung finden. So besteht nur für die männlichen und weiblichen Jugendlichen der sich qualifizierenden Vereine die Möglichkeit in den Jugendspielklassen der 17- bis 18-Jährigen, A-Jugend, der 15- bis 16-Jährigen, B-Jugend und der 13- bis 14-Jährigen, C-Jugend, an den Spielrunden der Handballoberliga Rheinland-Pfalz/Saar teilzunehmen. Auf der untergeordneten Verbandsebene findet je nach Anzahl der gemeldeten Jugendmannschaften ein Ligaspielbetrieb statt oder es werden Final Four Meisterschaftsturniere ausgespielt, an denen die jeweils bestplatzierten Jugendmannschaften der einzelnen Bezirke teilnehmen. Hiervon betroffen sind die Altersstufen der männlichen und weiblichen A-, B- und C-Jugendlichen sowie die der D-Jugendlichen in der Altersstufe der 11- bis 12-Jährigen. Auf Bezirksebene werden für alle Spieler und Spielerinnen der Vereinsjugendmannschaften, entsprechend ihrer Altersklassen, Meisterschafts- und Spielrunden durchgeführt.

## Bedeutende Mannschaften
Die verschiedensten Vereine des Handballverbandes Rheinland, welche im mittleren und höheren Leistungsbereich auf Regional- und Bundesebene ihre Spiele bestritten und noch bestreiten, konnten, die Bedeutung des Verbandes für den Handballsport innerhalb des Deutschen Handballbundes unterstreichen.
- HSG Römerwall: Regionalliga und 2. Bundesliga Herren
- HSG Mülheim-Kärlich/Bassenheim: Regionalliga und 2. Bundesliga Herren
- HV Vallendar: Regionalliga und 3. Liga
- TuS Weibern: 1. und 2. Bundesliga Frauen
- DJK/MJC Trier: 1. und 2. Bundesliga Frauen

## Rheinlandpokal
Der Handballverband Rheinland richtet sowohl für Männer als auch für Frauen jährlich den „HV Rheinland Pokal“ aus. Der Sieger des Final Four qualifiziert sich für den DHB-Pokal.
| Saison  | Sieger                 | Zweiter                    | Dritter                        | Vierter                 |
| ------- | ---------------------- | -------------------------- | ------------------------------ | ----------------------- |
| 2013/14 | HV Vallendar           | TV 05 Mülheim              | HSG Irmenach-Kleinich-Horbruch | TS Bendorf              |
| 2014/15 | HSG Kastellaun/Simmern | SV Urmitz                  | TS Bendorf                     | HSC Schweich            |
| 2015/16 | HV Vallendar           | TS Bendorf                 | TV 05 Mülheim                  | HSC Schweich            |
| 2016/17 | TV 05 Mülheim          | TS Bendorf                 | SG Gösenroth/Laufersweiler     | HSG Mertesdorf/Ruwertal |
| 2017/18 | TV 05 Mülheim          | SG Gösenroth/Laufersweiler | HV Vallendar                   | TV Güls                 |
| 2018/19 | TV Bitburg             | HSV Rhein-Nette            | TV 05 Mülheim                  | SV Urmitz               |

| Saison  | Sieger                | Zweiter               | Dritter           | Vierter                |
| ------- | --------------------- | --------------------- | ----------------- | ---------------------- |
| 2013/14 | Roude Léiw Bascharage | TV Bassenheim         | HSG Wittlich      | HSG Kastellaun/Simmern |
| 2014/15 | HSG Wittlich          | TV Bassenheim         | HSC Schweich      | DJK/MJC Trier          |
| 2015/16 | TV Bassenheim         | Roude Léiw Bascharage | TV Bassenheim II  | HSC Schweich           |
| 2016/17 | HSG Wittlich          | HSG Hunsrück          | TV Bassenheim     | TV Engers              |
| 2017/18 | TV Bassenheim         | HSG Hunsrück          | HSG Wittlich      | TV Bitburg             |
| 2018/19 | HSG Hunsrück          | TV Bassenheim         | TuS Bannberscheid | FSG Arzheim/Moselweiß  |